# Botelo
 (octobre 2013).
Si vous disposez d'ouvrages ou d'articles de référence ou si vous connaissez des sites web de qualité traitant du thème abordé ici, merci de compléter l'article en donnant les références utiles à sa vérifiabilité et en les liant à la section « Notes et références ».
Le saucisson d'os (chouriço de ossos) est un saucisson traditionnel fumé, originaire de la ville de Vinhais, dans la région de Trás-os-Montes, au Portugal.
Il est aussi connu comme botelo en portugais et en galicien, butelo, bucho, palaio de Vinhais. Il est possible de le trouver dans d'autres endroits de la région en portugais[pas clair], botillo en espagnol ou butiellu en léonais.
Les noms de botelo et de butelo proviennent du latin vulgaire botellus, qui signifie « saucisse ».

## Ingrédients

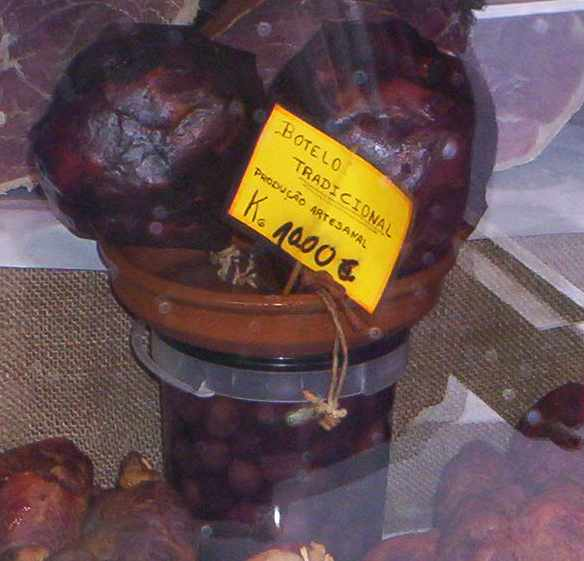
Botelo dans une vitrine à Mirandela.

En plus de la viande de porc, sa confection implique des ingrédients un peu différents de ceux utilisés généralement dans la confection des saucissons. Entre autres, l'utilisation d'os et de cartilages des côtes et des vertèbres du porc.
Les condiments normalement utilisés sont le sel, l'ail, le laurier et, parfois, du vin blanc ou rouge de la région.
Comme enveloppe peuvent être utilisés la tripe, l'estomac ou la vessie.

## Aspect
Il présente une forme ronde, cylindrique ou ovale, de dimension variable, de par l'enveloppe utilisée. La présence d'os à l’intérieur est perceptible dans sa partie extérieure.
Son intérieur est composé par une masse hétérogène, dans laquelle il est possible d'observer les os, le cartilage, la viande et la graisse.
L'extérieur est de couleur marron, avec des tonalités variant entre le jaune, le rouge et le marron sombre. Sa couleur intérieure varie, elle, entre diverses tonalités de marron.
Son diamètre est aussi variable mesurant habituellement entre 10 et 20 cm.
Son poids peut varier entre 1 et 2 kg.

## Consommation
Il doit être consommé après une cuisson lente, d'à peu près deux heures, à feu doux.